# Hans Lampe
Hans Lampe (Hannover, 28 giugno 1948) è un ex nuotatore tedesco occidentale.

## Carriera
Specializzato nella farfalla, ha vinto un titolo continentale sulla distanza dei 100 metri.

## Palmarès
- Europei

Barcellona 1970: oro nei 100m farfalla.